# 1992 v letectví
Tento článek obsahuje seznam událostí souvisejících s letectvím, které proběhly roku 1992.

## Události

### Leden
- 18. ledna – ze služby u amerických prvoliniových jednotek je stažen poslední F-4 Phantom II

### Květen
- 16. května – z výrobní linky sjíždí 2000. letoun C-130 Hercules

### Červenec
- 6. července – poslední F-4 Phantom II je vyřazen ze služby u Royal Air Force

### Září
- 19. září – v závodě o Pohár Gordona Bennetta zvítězili Američané David Levin a James Herschend

## První lety

### Březen
- 26. března – Saab 2000

### Duben
- Sikorsky Cypher

### Červenec
- 8. července – Bede BD-10

### Srpen
- 20. srpna – HAL Dhruv

### Říjen
- 20. října – Jakovlev Jak-112

### Listopad
- 2. listopadu – Airbus A330

### Prosinec
- 18. prosince – McDonnell Douglas MD 900